# Afrique du Sud-France en rugby à XV
Cet article retrace les confrontations entre l'équipe d'Afrique du Sud et l'équipe de France en rugby à XV. Après la tournée d'automne de 2018, les deux équipes se sont affrontées à 46 reprises dont 2 fois en Coupe du monde. Les Sud-Africains ont remporté 28 rencontres, les Français 12 et 6 nuls.

## Historique
La première confrontation a lieu lors de la tournée des Springboks en Grande-Bretagne, en Irlande et en France en 1912-1913. Les Sud-Africains entrent dans l'histoire : ils l'emportent sur l'Écosse (16 – 0), l’Irlande (38 – 0), le pays de Galles (3 – 0) et l’Angleterre avant de rencontrer la France au Bouscat (banlieue de Bordeaux) où ils s'imposent (5 – 38).
Les Springboks affrontent les Français en 1958 dans une série historique pour les Bleus. Le 16 août 1958, l'équipe de France remporte sa première victoire par 9 à 5 face aux Springboks à l’Ellis Park de Johannesbourg, sous la conduite de Lucien Mias,, surnommé le Docteur Pack. La tournée en Afrique du Sud de l'équipe de France, pourtant handicapée par plusieurs absences, est un succès car le premier match s'est soldé par un match nul 3 à 3.
La France récidive en gagnant le seul test match organisé en 1964. Le bilan est alors équilibré : deux victoires, deux matches nuls et deux défaites. 
Après la tournée de 1967, l'Afrique du Sud domine la France et reste invaincue de 1967 à 1980. L’Afrique du Sud est isolée par la suite en protestation contre la politique d'apartheid du gouvernement afrikaaner. 
Lors de la rencontre du 8 novembre 1980, la France se déplace à Pretoria. Cette équipe n'emmène qu'un seul joueur de couleur, c'est Serge Blanco. Durant la partie, il est victime de réactions racistes à son encontre. « Derrière les poteaux on m’avait lancé des oranges, donc j’avais eu la gentillesse d’en ramasser une, de l’éplucher et de la manger. Ça m’avait fait du bien. C’était une forme de défi, sans vraiment combattre ces gens-là ».
Jusqu'aux années 1990, le bilan cumulé des Springboks dans les confrontations directes avec chaque nation affrontée est positif. La politique de l'apartheid est abolie le 30 juin 1991, à la suite de quoi l'équipe d'Afrique du Sud de rugby à XV est de nouveau admise dans le concert international en 1992, mais il lui faut d'abord progresser pour retrouver le haut niveau.
Durant cette période, la France parvient donc à battre les Springboks au début (2 victoires, 1 match nul et 1 défaite entre 1992 et 1993), avant qu'ils ne dominent à nouveau jusqu'à la fin des années 1990. Après une période plutôt favorable à la France de 2001 à 2009 (la France remporte six victoires, pour un match nul et deux défaites), l'Afrique du Sud est restée invaincue de 2010 à 2022.
Durant la Coupe du monde de rugby 2023 en France, l'Afrique du Sud et la France, deux des quatre favoris avec l'Irlande et la Nouvelle-Zélande, se rencontrent dès les quarts de finale. Le pays hôte s'incline dans un contexte controversé, en raison d'un arbitrage remis en question par certains des joueurs français et la presse.

## Les confrontations
| No | Date             | Lieu                                                      | Match                   | Score   | Compétition                      |
| -- | ---------------- | --------------------------------------------------------- | ----------------------- | ------- | -------------------------------- |
| 1  | 11 janvier 1913  | Terrain du SBUC, Le Bouscat, France                       | France – Afrique du Sud | 5 – 38  | Tournée de l'Afrique du Sud      |
| 2  | 16 février 1952  | Stade olympique Yves-du-Manoir, Colombes, France          | France – Afrique du Sud | 3 – 25  | Test match                       |
| 3  | 26 juillet 1958  | Newlands Stadium, Le Cap, Union d'Afrique du Sud          | Afrique du Sud – France | 3 – 3   | Première tournée de la France    |
| 4  | 16 août 1958     | Ellis Park Stadium, Johannesbourg, Union d'Afrique du Sud | Afrique du Sud – France | 5 – 9   | Second test, tournée de 1958     |
| 5  | 18 février 1961  | Stade olympique Yves-du-Manoir, Colombes, France          | France – Afrique du Sud | 0 – 0   | Test match                       |
| 6  | 25 juillet 1964  | Pam Brink Stadium, Springs, Afrique du Sud                | Afrique du Sud – France | 6 – 8   | Test match                       |
| 7  | 15 juillet 1967  | Kings Park Stadium, Durban, Afrique du Sud                | Afrique du Sud – France | 26 – 3  | Test match                       |
| 8  | 22 juillet 1967  | Free State Stadium, Bloemfontein, Afrique du Sud          | Afrique du Sud – France | 16 – 3  | Test match                       |
| 9  | 29 juillet 1967  | Ellis Park Stadium, Johannesbourg, Afrique du Sud         | Afrique du Sud – France | 14 – 19 | Test match                       |
| 10 | 12 août 1967     | Newlands Stadium, Le Cap, Afrique du Sud                  | Afrique du Sud – France | 6 – 6   | Test match                       |
| 11 | 9 novembre 1968  | Stade Lescure, Bordeaux, France                           | France – Afrique du Sud | 9 – 12  | Test match                       |
| 12 | 16 novembre 1968 | Stade olympique Yves-du-Manoir, Colombes, France          | France – Afrique du Sud | 11 – 16 | Test match                       |
| 13 | 12 juin 1971     | Free State Stadium, Bloemfontein, Afrique du Sud          | Afrique du Sud – France | 22 – 9  | Test match                       |
| 14 | 19 juin 1971     | Kings Park Stadium, Durban, Afrique du Sud                | Afrique du Sud – France | 8 – 8   | Test match                       |
| 15 | 23 novembre 1974 | Stadium municipal, Toulouse, France                       | France – Afrique du Sud | 4 – 13  | Test match                       |
| 16 | 30 novembre 1974 | Parc des Princes, Paris, France                           | France – Afrique du Sud | 8 – 10  | Test match                       |
| 17 | 21 juin 1975     | Free State Stadium, Bloemfontein, Afrique du Sud          | Afrique du Sud – France | 38 – 25 | Test match                       |
| 18 | 28 juin 1975     | Stade Loftus Versfeld, Pretoria, Afrique du Sud           | Afrique du Sud – France | 33 – 18 | Test match                       |
| 19 | 8 novembre 1980  | Stade Loftus Versfeld, Pretoria, Afrique du Sud           | Afrique du Sud – France | 37 – 15 | Test match                       |
| 20 | 17 octobre 1992  | Stade de Gerland, Lyon, France                            | France – Afrique du Sud | 15 – 20 | Test match                       |
| 21 | 24 octobre 1992  | Parc des Princes, Paris, France                           | France – Afrique du Sud | 29 – 16 | Test match                       |
| 22 | 26 juin 1993     | Kings Park Stadium, Durban, Afrique du Sud                | Afrique du Sud – France | 20 – 20 | Test match                       |
| 23 | 3 juillet 1993   | Ellis Park Stadium, Johannesbourg, Afrique du Sud         | Afrique du Sud – France | 17 – 18 | Test match                       |
| 24 | 17 juin 1995     | Kings Park Stadium, Durban, Afrique du Sud                | Afrique du Sud – France | 19 – 15 | Coupe du monde (demi-finale)     |
| 25 | 30 novembre 1996 | Stade Lescure, Bordeaux, France                           | France – Afrique du Sud | 12 – 22 | Test match                       |
| 26 | 7 décembre 1996  | Parc des Princes, Paris, France                           | France – Afrique du Sud | 12 – 13 | Test match                       |
| 27 | 15 novembre 1997 | Stade de Gerland, Lyon, France                            | France – Afrique du Sud | 32 – 36 | Test match                       |
| 28 | 22 novembre 1997 | Parc des Princes, Paris, France                           | France – Afrique du Sud | 10 – 52 | Test match                       |
| 29 | 16 juin 2001     | Ellis Park Stadium, Johannesbourg, Afrique du Sud         | Afrique du Sud – France | 23 – 32 | Test match                       |
| 30 | 23 juin 2001     | Kings Park Stadium, Durban, Afrique du Sud                | Afrique du Sud – France | 20 – 15 | Test match                       |
| 31 | 10 novembre 2001 | Stade de France, Saint-Denis, France                      | France – Afrique du Sud | 20 – 10 | Test match                       |
| 32 | 9 novembre 2002  | Stade Vélodrome, Marseille, France                        | France – Afrique du Sud | 30 – 10 | Test match                       |
| 33 | 18 juin 2005     | Kings Park Stadium, Durban, Afrique du Sud                | Afrique du Sud – France | 30 – 30 | Test match                       |
| 34 | 25 juin 2005     | Port Elizabeth, Afrique du Sud                            | Afrique du Sud – France | 27 – 13 | Test match                       |
| 35 | 26 novembre 2005 | Stade de France, Saint-Denis, France                      | France – Afrique du Sud | 26 – 20 | Test match                       |
| 36 | 24 juin 2006     | Newlands Stadium, Le Cap, Afrique du Sud                  | Afrique du Sud – France | 26 – 36 | Test match                       |
| 37 | 13 novembre 2009 | Stadium, Toulouse, France                                 | France – Afrique du Sud | 20 – 13 | Test match                       |
| 38 | 12 juin 2010     | Newlands Stadium, Le Cap, Afrique du Sud                  | Afrique du Sud – France | 42 – 17 | Test match                       |
| 39 | 23 novembre 2013 | Stade de France, Saint-Denis, France                      | France – Afrique du Sud | 10 – 19 | Test match                       |
| 40 | 10 juin 2017     | Stade Loftus Versfeld, Pretoria, Afrique du Sud           | Afrique du Sud – France | 37 – 14 | Test match                       |
| 41 | 17 juin 2017     | Kings Park Stadium, Durban, Afrique du Sud                | Afrique du Sud – France | 37 – 15 | Test match                       |
| 42 | 24 juin 2017     | Ellis Park Stadium, Johannesbourg, Afrique du Sud         | Afrique du Sud – France | 35 – 12 | Test match                       |
| 43 | 18 novembre 2017 | Stade de France, Saint-Denis, France                      | France – Afrique du Sud | 17 – 18 | Test match                       |
| 44 | 10 novembre 2018 | Stade de France, Saint-Denis, France                      | France – Afrique du Sud | 26 – 29 | Test match                       |
| 45 | 12 novembre 2022 | Stade Vélodrome, Marseille, France                        | France – Afrique du Sud | 30 – 26 | Test match                       |
| 46 | 15 octobre 2023  | Stade de France, Saint-Denis, France                      | France – Afrique du Sud | 28 – 29 | Coupe du monde (quart de finale) |

## Statistiques
- Séries de matches sans défaite :
  - Afrique du Sud : onze (d'août 1967 à octobre 1992, soit 25 ans et 2 mois)
  - France : quatre (de juillet 1958 à juillet 1967, c'est-à-dire 9 ans)
- Récapitulation :
  - Nombre de rencontres : 46
  - Premier match gagné par les Sud-Africains : 11 janvier 1913 (N°1)
  - Premier match gagné par les Français : 16 août 1958 (N°4)
  - Dernier match gagné par les Sud-Africains : 15 octobre 2023
  - Dernier match gagné par les Français : 12 novembre 2022
  - Plus grand nombre de points marqués par les Sud-Africains : 52 (sept essais), le 22 novembre 1997 à Paris (victoire)
  - Plus grand nombre de points marqués par les Français : 36 (quatre essais) le 24 juin 2006 au Cap (victoire)
  - Plus grande différence de points dans un match gagné par les Sud-Africains : +42 le 22 novembre 1997 à Paris
  - Plus grande différence de points dans un match gagné par les Français : +20 le 9 novembre 2002 à Marseille
- En Afrique du Sud :
  - Nombre de rencontres : 24
  - Premier match gagné par les Sud-Africains : 15 juillet 1967 (N°4 en Afrique du Sud)
  - Premier match gagné par les Français : 16 août 1958 (N°2 en Afrique du Sud)
  - Dernier match gagné par les Sud-Africains : 24 juin 2017
  - Dernier match gagné par les Français : 24 juin 2006
  - Plus grand nombre de points marqués par les Sud-Africains : 42 (cinq essais) le 12 juin 2010 (victoire)
  - Plus grand nombre de points marqués par les Français : 36 (quatre essais) le 24 juin 2006 (victoire)
  - Plus grande différence de points dans un match gagné par les Sud-Africains : +25 le 12 juin 2010
  - Plus grande différence de points dans un match gagné par les Français : +10 le 24 juin 2006
- En France :
  - Nombre de rencontres : 18
  - Premier match gagné par les Sud-Africains : 11 janvier 1913 à Bordeaux (N°1 en France)
  - Premier match gagné par les Français : 24 octobre 1992 à Paris (N°9 en France)
  - Dernier match gagné par les Sud-Africains : 18 novembre 2017 à Paris
  - Dernier match gagné par les Français : 12 novembre 2022 à Marseille
  - Plus grand nombre de points marqués par les Sud-Africains : 52 (sept essais) le 22 novembre 1997 à Paris (victoire)
  - Plus grand nombre de points marqués par les Français : 30 (deux essais les deux fois) le 9 novembre 2002 et le 12 novembre 2022 à Marseille (deux victoires), 32 points (trois essais) le 15 novembre 1997 à Lyon (défaite)
  - Plus grande différence de points dans un match gagné par les Sud-Africains : +42 le 22 novembre 1997
  - Plus grande différence de points dans un match gagné par les Français : +20 le 9 novembre 2002
- En Coupe du monde :
  - Nombre de rencontres : 2
  - Premier match gagné par les Sud-Africains : le 17 juin 1995 (N°1 en Coupe du monde)
  - Premier match gagné par les Français : -
  - Dernier match gagné par les Sud-Africains: le 15 octobre 2023
  - Dernier match gagné par les Français : -
  - Plus grand nombre de points marqués par les Sud-Africains : 29 points le 15 octobre 2023 (victoire)
  - Plus grand nombre de points marqués par les Français : 28 points le 15 octobre 2023 (défaite)
  - Plus grande différence de points dans un match gagné par les Sud-Africains : +4 le 17 juin 1995
  - Plus grande différence de points dans un match gagné par les Français : -